# Stazione di Godiasco
Stazione di Godiasco 1966-ban bezárt vasútállomás Olaszországban, Lombardia régióban, Godiasco településen.

## Vasútvonalak
Az állomást az alábbi vasútvonalak érintették:
- Voghera-Varzi-vasútvonal

## Kapcsolódó állomások
A vasútállomáshoz az alábbi állomások vannak a legközelebb:
- Stazione di Pozzol Groppo
- Stazione di Salice Terme